# YouthAIDS
YouthAIDS é uma organização não governamental, sem fins lucrativos, educação, financiamento, ea iniciativa internacional de saúde da Population Services International (PSI), que fornece assistência humanitária e traz a consciência global para a proliferação de HIV / AIDS. A organização tem sede em Washington, DC e alcança 600 milhões de jovens (15-24 anos) em mais de 60 países através da entrega de informações, produtos e serviços sociais. Os métodos utilizados para resolver problemas incluem cinema, televisão e rádio; porta-vozes de celebridades; iniciativas de cultura pop; produções teatrais; música; e esportes. A atriz e humanitária Ashley Judd serve a organização como sua embaixadora global.
Population Services International e YouthAIDS são parceiros com organizações não-governamentais e entidades empresariais em todo o mundo para desenvolver programas de formação e sensibilização sobre o HIV / AIDS, além de oportunidades para o serviço humanitário em escala global. A cada ano, YouthAIDS homenageia indivíduos que tenham prestado serviços humanitários excepcionais que traz a consciência para a realidade do HIV / AIDS. Destinatários últimos do Achievement Award Outstanding YouthAIDS incluíram Sr. Richard Branson, Sr. Elton John, Annie Lennox, Judy McGrath, Nancy Pelosi, o arcebispo Desmond Tutu, a senadora Mary Landrieu, o senador Richard Lugar, e Bob Geldof.

## História
No início de 1990, a fundadora da YouthAIDS , Kate Roberts, mudou-se para Moscou, onde ela se concentrou em lançar a versão russa da revista Cosmopolitan. O seu trabalho levou-a para a Roménia, onde criou uma campanha global de prevenção de marketing HIV / AIDS que, Roberts disse: "aumento do uso do preservativo em 100 por cento no primeiro ano". Em 1999, enquanto estava de férias na África do Sul, Roberts se tornou ciente da alta taxa de mortalidade no país, devido ao HIV / AIDS. Um em cada quatro meninas no país foram encontrados para ter contraído HIV ou AIDS por 14 anos Roberts reconheceu que as estratégias que ela tinha pondo em prática em sua campanha romena poderia ser aplicado com sucesso em uma escala global. Em 2001, com um número considerável de apoiantes, a campanha YouthAIDS foi estabelecida como uma iniciativa da Population Services International.

## Embaixadores
- Ashley Judd
- Seane Corn[6]
- Anna Kournikova
- Debra Messing

- Josh Lucas
- Salma Hayek
- Juanes[7]
- Wynonna Judd[7]
- Frederique van der Wal[8]
- Emmy Rossum
- Coco Lee[9]
- Ludacris[10]

## Partidários notáveis
- Elisha Cuthbert[11]

- Penélope Cruz[12]
- Adam Gregory
- Adrien Brody[12]
- Alicia Keys
- Amanda Bynes
- Dennis Quaid
- Claw Money[13]
- Ted Lerner
- Ziggy Marley
- Avril Lavigne
- Benji Madden
- Jamie-Lynn Sigler
- Bono

- Samuel L. Jackson
- Blair Underwood
- Charlize Theron[12]
- Christina Aguilera[12]
- Good Charlotte
- Tina Fey
- Ted Leonsis
- Jason Campbell
- Cindy Crawford
- Justin Timberlake
- Pink[12]
- Joel Madden
- John Mayer[12]
- Kimberley Locke
- John Oliver
- Kristen Bell
- Christy Turlington
- Elijah Wood
- LL Cool J
- Kristin Chenoweth
- Mandy Moore
- Molly Sims
- Dayana Mendoza
- Regina King
- David Yurman